# L'Île-d'Elle
L'Île-d'Elle is een gemeente in het Franse departement Vendée in regio Pays de la Loire en telt 1359 inwoners (1999). De plaats maakt deel uit van het arrondissement Fontenay-le-Comte.

## Geschiedenis
L'Île-d'Elle maakte voor de Franse Revolutie deel uit van de provincie Aunis. In 1793 werd de gemeente echter, in tegenstelling tot de omliggende gemeenten, niet opgenomen in het departement Charente-Maritime maar in het departement Vendée. Hierdoor is L'Île-d'Elle het enige deel van de voormalige provincie in de huidige regio Pays de la Loire.

## Geografie
De oppervlakte van L'Île-d'Elle bedraagt 19,0 km², de bevolkingsdichtheid is 71,5 inwoners per km².
De onderstaande kaart toont de ligging van L'Île-d'Elle met de belangrijkste infrastructuur en aangrenzende gemeenten.

## Demografie
Onderstaande figuur toont het verloop van het inwonertal (bron: INSEE-tellingen).
1. ↑  Populations de référence 2022.